# Faith (песня)
«Faith» — песня британского певца Джорджа Майкла, бывшего участника поп-дуэта Wham!, выпущенная в 1987 году рекорд-компанией Columbia Records. Она вошла в дебютный сольный альбом певца Faith (2-й по счёту сингл с этого диска) и достигла позиции № 1 в американском хит-параде Billboard Hot 100. Лучшая песня США 1988 года.

## История
Музыкальное видео поставил британский режиссёр Энди Морахан. Майкл появляется в голубых джинсах Ливайс и ковбойских сапогах, играя на гитаре возле классического музыкального автомата Wurlitzer. Писатели Боб Батчелор и Скотт Стоддарт написали, что это музыкальное видео позиционирует певца как «мужской сексуальный объект», выделяя его отдельные части тела, такие как щетина, подбородок и прочее.
Сингл достиг первого места в американском хит-параде Billboard Hot 100 (оставаясь на вершине 4 недели) 31 октября 1987 года. Более того, сингл оставался в лучшей десятке top-10 девять недель, в двадцатке top-20 одиннадцать недель и в сороковке top-40 пятнадцать недель. «Father Figure» стал для певца 5-м чарттоппером певца (с учётом группы Wham!: «Wake Me Up Before You Go-Go», 1984 и «Everything She Wants», 1985) и первым из трёх лидеров чарта с альбома Faith (позднее на вершину поднимутся синглы «Father Figure» и «One More Try»). По итогам всего 1988 года песня стала лучшей в США (№ 1 в 1988).

## Список композиций
7": UK / Epic EMU 2
1. «Faith» — 3:14
2. «Hand to Mouth» — 4:36

12": UK / Epic EMU T2
1. «Faith» — 3:14
2. «Faith» (инструментальная версия) — 3:07
3. «Hand to Mouth» — 4:36

## Чарты и сертификации
| Чарт (1987-88)                    | Высшая позиция |
| --------------------------------- | -------------- |
| Austrian Singles Chart            | 4              |
| Canadian The Record Singles Chart | 1              |
| Canadian RPM Top Singles          | 1              |
| Dutch Singles Chart               | 1              |
| French Singles Chart              | 22             |
| German Singles Chart              | 5              |
| Irish Singles Chart               | 2              |
| Italian Singles Chart             | 1              |
| Japanese Oricon Singles Chart     | 86             |
| New Zealand Singles Chart         | 1              |
| Norwegian Singles Chart           | 3              |
| Spanish Singles Chart             | 3              |
| Swedish Singles Chart             | 9              |
| Swiss Singles Chart               | 4              |
| UK Singles Chart                  | 2              |
| US Billboard Hot 100              | 1              |
| US Billboard Adult Contemporary   | 5              |
| US Billboard Hot Dance Club Songs | 17             |

| Чарт (1988)                                     | Позиция |
| ----------------------------------------------- | ------- |
| Лучшие синглы США 1988 года по версии Billboard | 1       |

| Регион                                                      | Сертификация  | Продажи  |
| ----------------------------------------------------------- | ------------- | -------- |
| Австралия (ARIA)                                            | 2× Платиновый | 140 000  |
| Канада (Music Canada)                                       | Золотой       | 50 000^  |
| Нидерланды (NVPI)                                           | Золотой       | 75 000^  |
| США (RIAA)                                                  | Золотой       | 500 000^ |
| ^ Данные о тиражах приведены только на основе сертификации. |               |          |